# Cinturón de fotones

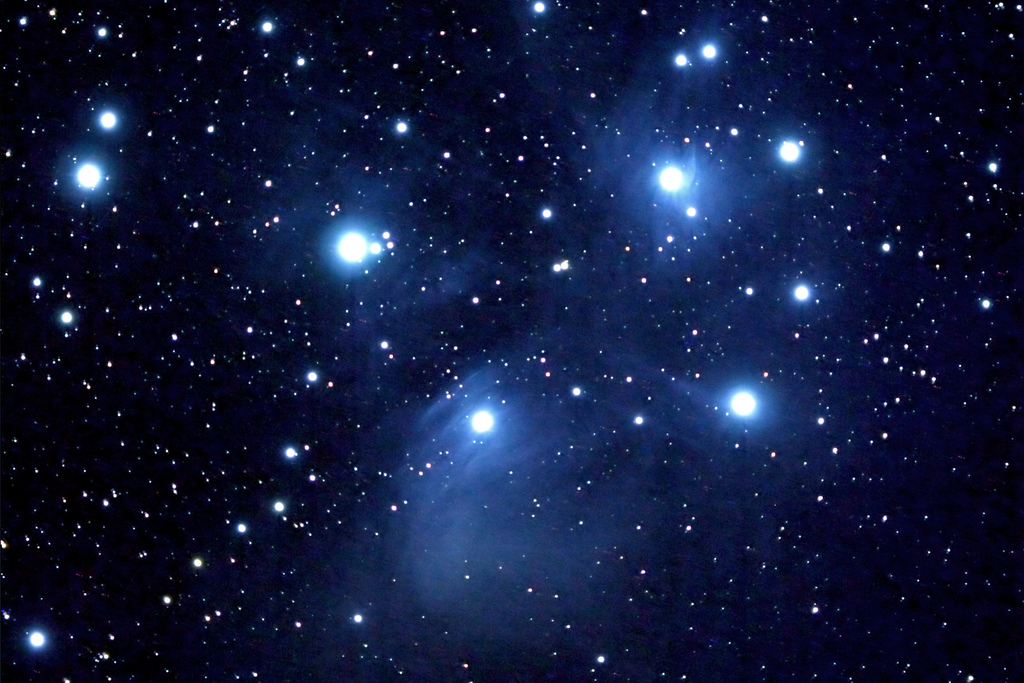
constelación M45

El cinturón de fotones (también conocido como anillo de fotones, anillo manásico, banda de fotones, cinturón fotónico o nebulosa de oro) es una creencia vinculada a algunos grupos del movimiento de la Nueva Era que sostiene que nuestro sistema solar pasará en breve a través de una red masiva de algún tipo de radiación cósmica. 
El núcleo de las creencias del cinturón de fotones es que un inmenso cinturón de fotones existe, y orbita alrededor de la Pléyades, un cúmulo de estrellas situadas a unos 440 años luz de distancia de la Tierra, integrado por unas 500 estrellas. De acuerdo con algunas creencias de la Nueva Era, la Tierra pasará por este cinturón, con el resultado de la elevación de la humanidad a un plano superior de la existencia o bien con el fin del mundo, o ambos.

## Origen del concepto
El escritor alemán Paul Otto Hesse describió sus creencias acerca del impacto del supuesto cinturón de fotones sobre el planeta Tierra en 1949 con el libro "Der jüngste Tag" ("El último día").
El concepto fue impulsado en 1977 por Samael Aun Weor (Víctor Manuel Gómez Rodríguez) líder espiritual del conocido movimiento geofilosofico como Asociación Geofilosofica de Estudios de Antropología y Ciencias, con su conferencia "Los anillos de Alcione", en la que cita a Hesse cuando predice que si la Tierra entra primero en el cinturón se formaría un gran fuego en el cielo, mientras que si el Sol entra en primer lugar la radiación liberada podría interferir con los rayos solares y la oscuridad reinaría por 110 horas, después de lo cual todo volvería a la normalidad. Gómez se refiere al cinturón de fotones como "los anillos de Alcione". 
Alcíone, según él, sería el sol central de las Pléyades: "Alcíone es, precisamente, el sol principal de las Pléyades y en su órbita gravitan siete soles, nuestro Sol es el astro de los siete soles orbitales de Alcíone". Este autor afirma que Alcione tiene anillos de "radiación", causada por la "escisión de los electrones", que liberan la energía a la que Weor denomina "manásica", un término sánscrito para la mente que "está en cierto modo relacionado con el Manas inferior (mente inferior), o el Manas superior (mente superior)". Los electrones, dice Gómez, "producirán un tipo de energía desconocida". 
En agosto de 1981, la revista australiana de ovnis Australian International UFO Flying Saucer Research Magazine nº 12 en un artículo titulado "La saga del Cinturón de Fotones de Alcyone", por Shirley Kemp, también menciona el cinturón de fotones (pero no menciona a Gómez Rodríguez, aunque sí a José Comas y Solá, Freidrich Wilhelm Bessel, Isaac Asimov, Edmund Halley, Paul Otto Hesse y Erich von Däniken). Se reimprimió en la revista Nexos de Australia en febrero de 1991 como la Historia de Cinturón de Fotones, página 6.
Sus seguidores sostienen una serie de creencias generales:
- El Cinturón de Fotones orbita alrededor de Alcíone, que es la estrella más brillante del cúmulo abierto de las Pléyades.
- Nuestro Sistema Solar orbita alrededor de esta estrella.
- Cuando la Tierra entre en el Cinturón de Fotones, se producirán todo tipo de catástrofes como terremotos, sequías, inundaciones, etc.
- Este período de desastre será una "limpieza espiritual" para el planeta y la humanidad y, posiblemente, el inicio de una nueva, la Edad de Oro.
- La Tierra entra en el Cinturón de Fotones una vez cada 10.000 - 11.000 años.

Ninguno de los defensores de esta idea expone con claridad qué tipo de radiación produce el cinturón de fotones (hablan de "flujo magnético de luz", "luz de alta frecuencia invisible", "energía de alta frecuencia", "partículas de fotones", etc.).
Del mismo modo, ninguno de ellos parece ponerse de acuerdo sobre el momento en el Sistema Solar entrará en el Cinturón de fotones (las fechas varían entre 1962 y 2012), o cuánto tiempo se mantendrá la Tierra dentro de la influencia de esta energía poderosa (las cifras varían entre 30 y 300 años).

## Críticas

### Críticas científicas
El hecho constatable para la astronomía es que el Sistema Solar no está en órbita alrededor de ninguna de las estrellas de las Pléyades, que ningún astrónomo ha detectado ningún signo del supuesto cinturón de fotones, y que no ha sido detectado ninguno de los efectos atribuibles a dicha supuesta "energía cósmica". Más aún, actualmente el Sistema Solar se está alejando de la constelación de Tauro y, consecuentemente, de las Pléyades, y se dirige hacia la constelación de Hércules. Sería, por tanto, más una creencia fruto de experiencias de éxtasis y trance con alucinaciones oníricas no comprendidos, o simple fraude inescrupuloso.